# Rhachiberotha sheilae
Rhachiberotha sheilae är en insektsart som beskrevs av U. Aspöck och Mansell 1994. Rhachiberotha sheilae ingår i släktet Rhachiberotha och familjen Berothidae. Inga underarter finns listade i Catalogue of Life.